# جائزة بريطانيا الكبرى 1973
جائزة بريطانيا الكبرى 1973 هو سباق فورمولا 1 أقيم بتاريخ 14 يوليو 1973 في حلبة سلفرستون، بريطانيا العظمى. كان التاسع من أصل 15 في بطولة العالم لسباقات الفورمولا واحد موسم 1973. حلّ الأمريكي بيتر ريفسون أولا.